# Verhuisbericht
Verhuisbericht is een Nederlands televisieprogramma op RTL 4 dat wordt gepresenteerd door Peter van der Vorst.
In Verhuisbericht wordt de complete inboedel van een persoon of gezin verhuisd terwijl hij/zij wordt verwend. Na de verwendag kunnen de bewoners terugkeren naar hun inmiddels ingerichte huis. Een team van verhuizers en een stylist die de inrichting verzorgt zorgen ervoor dat dit binnen een dag kan gebeuren. Het, overigens gesponsorde, programma kende drie seizoenen, in 2004, 2005 en 2006 en de regisseur was Jorrit van der Kooi. Er keken gemiddeld ongeveer een miljoen mensen per aflevering en het werd gemaakt door het productiebedrijf Eyeworks.